# Dicranomyia longipennis
Dicranomyia longipennis är en tvåvingeart som först beskrevs av Theodor Emil Schummel 1829.  Dicranomyia longipennis ingår i släktet Dicranomyia och familjen småharkrankar. Enligt den finländska rödlistan är arten nära hotad i Finland. Arten är reproducerande i Sverige. Artens livsmiljö är rikkärr. Inga underarter finns listade i Catalogue of Life.